# Эффект Гуса — Хенхен

Сдвиг Гуса-Хенхен

Эффект Гуса — Хенхен (нем. Goos-Hänchen-Effekt) — явление продольного сдвига (относительно траектории распространения волнового пучка) при полном внутреннем отражении.
На рисунке приведен пример сдвига Гуса — Хенхен для конечной плоской электромагнитной волны на границе оптических сред. Поверхностная волна переносит энергию ниже границы из левой части падающей волны в правую часть отраженной волны. Цветом отображается квадрат напряженности электрического поля. Показатель преломления верхней среды — 2, нижней среды — 1, угол падения 45 градусов. Сдвиг Гуса — Хенхен составляет 0,3 длины волны в вакууме.

## История открытия
В 1943 году Гус и Хенхен (Goos und Hänchen) разработали эксперимент, который показал, что при полном внутреннем отражении отраженный луч смещен относительно падающего. В 1947 году Гус и Хенхен опубликовали работу с результатами экспериментов. Вскоре после этой публикации Артман (Artmann) теоретически обосновал это явление. Начиная с уравнений Максвелла-Френеля, Артман рассмотрел только математическое выражения для падающей волны и полностью отраженного луча. Из разницы фаз между этими лучами Артман определил два выражения для сдвига — один для s-поляризации, другой для p-поляризации. В 1949 году Гус и Хенхен провели новые эксперименты и подтвердили зависимость величины сдвига от поляризации. В 1964 г. Реми Ренар опубликовал работу в которой предлагает рассматривать сдвиг как результат того, что конечная падающая плоская волна, испытывающая полное отражение частично проходит в среду с меньшим показателем преломления. В 1972 году Эмбер (C. Imbert) экспериментально обнаружил поперечный сдвиг, предсказанный Ф. И. Фёдоровым в 1955 году (см. Сдвиг Фёдорова). В дальнейшем это явление изучалось теоретически и экспериментально, было расширено до случаев многослойных структур, обращено внимание на существование отрицательного сдвига Гуса — Хенхен.

## Оценка сдвига Гуса — Хенхен

Схема сдвига Гуса — Хенхен

На рисунке приведена схема сдвига Гуса — Хенхен. W — ограниченная плоская волна. Ф1, Ф2 и Ф3 — три потока энергии, равенство которых вытекает из закона сохранения энергии. Из этого равенства Ренар вывел, что величина сдвига Гуса — Хенхен определяется зависимостями:
для s-поляризации (поляризации, перпендикулярной плоскости падения)
{\displaystyle {\frac {1}{\pi }}}{\displaystyle {\frac {\mu \sin(i)\cos ^{2}(i)}{\mu ^{2}\cos ^{2}(i)+\sin ^{2}(i)-n^{2}}}}{\displaystyle {\frac {\lambda _{1}}{(\sin ^{2}(i)-n^{2})^{\frac {1}{2}}}}};
для p-поляризации (в плоскости падения)
{\displaystyle {\frac {1}{\pi }}}{\displaystyle {\frac {\epsilon \sin(i)\cos ^{2}(i)}{\epsilon ^{2}\cos ^{2}(i)+\sin ^{2}(i)-n^{2}}}}{\displaystyle {\frac {\lambda _{1}}{(\sin ^{2}(i)-n^{2})^{\frac {1}{2}}}}},
где {\displaystyle \epsilon } — диэлектрическая постоянная.